# Nekaub
Nekaub, o anche Nekauba o Nechepsos (... – 672 a.C.), è stato, secondo Manetone, il terzo sovrano della XXVI dinastia egizia.
Della sua esistenza mancano riscontri archeologici ed il suo nome compare solamente nelle opere manetoniane: viene infatti citato come Nechepsos sia da Sesto Africano che da Eusebio di Cesarea e gli viene attribuito un regno di sei anni, mentre Kenneth Kitchen ritiene credibile un regno di 16 anni, dal 688 al 672 a.C. ossia fino a Necho I, primo sovrano archeologicamente attestato della XXVI dinastia.
È opinione comune degli storici che Nekaub, come i suoi due predecessori, sia stato semplicemente un principe di Sais vassallo dei sovrani della XXV dinastia.